# Verordnung (EWG) Nr. 259/93
Die Verordnung (EWG) Nr. 259/93 des Rates vom 1. Februar 1993 zur Überwachung und Kontrolle der Verbringung von Abfällen in der, in die und aus der Europäischen Gemeinschaft diente ab dem 6. Mai 1994 vor allem der Umsetzung des Basler Übereinkommens. Abgelöst hat sie  12. Juli 2007  die Verordnung (EG) Nr. 1013/2006 des Europäischen Parlaments und des Rates vom 14. Juni 2006 über die Verbringung von Abfällen. Beide werden auch EG- oder EU-Abfallverbringungsverordnung (kürzer: EU-/EG-AbfVerbrV, in Deutschland die aktuelle oft VVA für Verordnung über die Verbringung von Abfällen) genannt. Als unmittelbar geltende Verordnungen benötigten sie keine Umsetzung durch die Gesetzgebung der EU-Mitgliedsstaaten.

## Geschichte

### Motivation
Noch Anfang der 1970er Jahre war auch in den Industriestaaten eine kostengünstige Entsorgung fast aller Abfälle in nahe am Entstehungsortes möglich, so dass für einen Export von Abfällen fast kein Anreiz bestand. Der Ex- und Import von Abfällen (die so genannte grenzüberschreitende Abfallverbringung) war also zunächst relativ bedeutungslos.
Mitte der 1970er Jahre begann eine langsame Veränderung in der Abfallwirtschaft. In Deutschland wurde z. B. 1972 das Abfallbeseitigungsgesetz erlassen. Die Europäische Gemeinschaft erließ  Richtlinien, die eine rein strukturelle Harmonisierung des Abfallwirtschaftsrechtes bezweckten. Schon bald kam es unter anderem in Deutschland zu ersten Engpässen bei der Entsorgung von Sonderabfällen. Das Fehlen einer den geltenden Gesetzen entsprechenden Entsorgungsinfrastruktur und die erhebliche Kostensteigerung führten nicht nur zu illegalen und umweltgefährdenden Abfallbeseitigungen im eigenen Land, sondern machten auch eine mehr oder weniger legale Entsorgung im Ausland attraktiver.
Einen Anstoß zur internationalen Regelung der grenzüberschreitenden Abfallverbringung gaben die besorgniserregende Zunahme von Exporten in Entwicklungsländer sowie die unkontrollierte Verbringung von Abfällen wie beispielsweise die der so genannten „Seveso-Fässer“ im Jahr 1982.

### Richtlinie 84/631/EWG
Die EWG führte 1984 die Richtlinie (EWG) Nr. 84/631 ein, die die grenzüberschreitende Abfallverbringung zwischen Mitgliedstaaten einem einheitlichen Notifizierungsverfahren unterwarf.
Die OECD erarbeitete ein internationales System für die Überwachung der grenzüberschreitenden Verbringungen. 1988 wurde ein System zur Abfallidentifizierung, der IWIC (International Waste Identification Code), herausgegeben, und 1992 der Ratsbeschluss über die Kontrolle der Verbringung von Abfällen, die verwertet werden, gefasst (C(92)39/Endg. vom 30. März 1992).
Wesentlicher Bestandteil des inzwischen durch den Ratsbeschluss C(2001)107/Endg. vom 21. Mai 2002 ersetzten Beschlusses waren Abfalllisten, die so genannten OECD-Listen, in denen eine Vielzahl von verwertbaren Abfällen der Grünen, Gelben oder Roten Liste unter Verwendung eines fünfstelligen Codes zugeordnet wurde.
Die Listenfarben orientierten sich an der Verkehrsampel: Die Abfälle auf der Grünen Liste wurden als risikofrei eingestuft und durften frei gehandelt werden. Abfälle der Gelben Liste wurden als grundsätzlich risikobehaftet betrachtet und ihre Verbringung daher der Notifizierungspflicht unterworfen. Für die mit einem erheblichen Risiko behafteten Abfälle der Roten Liste bestand ebenfalls Notifizierungspflicht unter verschärften Bedingungen.

### Basler Übereinkommen
Das am 22. März 1989 unterzeichnete  Basler Übereinkommen regelte zunächst nur die Beseitigung von gefährlichen Abfällen, so dass es keine Überschneidungen mit dem OECD-Ratsbeschluss gab. Da EU-Mitgliedsstaaten zu den Unterzeichner sowie zur OECD gehörten, erforderten diese  internationalen Beschlüsse  eine Änderung der europäischen Regelungen:  So trat ab 9. Februar 1993 die Verordnung (EWG) Nr. 259/93 in Kraft.
Später wurden weitere Regelungen für Verbringungen in bzw. aus Nicht-EU-Staaten getroffen, darunter auch Exportverbote: Am 20. Juli 1994 wurde von der EU die Entscheidung (EG) Nr. 94/575 für einige Staaten verabschiedet. Anschließend wurden fortlaufend unverbindliche sogenannten „Revisionen“ herausgegeben. 1999 traten zur Verbringung von Abfällen der Grünen Liste in Nicht-OECD-Staaten die seither mehrfach geänderten Verordnungen (EG) Nr. 1420/1999 und Nr. 1547/1999 in Kraft.
Die internationalen Übereinkommen und Beschlüsse unterliegen wie die Verordnungen der EG ständiger Revision. Langfristig strebte man wechselseitige Harmonisierung an. So wurden die Abfalllisten des Basler Übereinkommens – leicht modifiziert – in den OECD-Ratsbeschluss C(2001)107/Endg. vom 21. Mai 2002 aufgenommen. Das Basler Übereinkommen regelt seither auch die Verbringung gefährlicher Abfälle zur Verwertung.
Für die zwölf Staaten, die zum 1. Mai 2004 bzw. 1. Januar 2007 der EU beigetreten sind, wurden teilweise in den Beitrittsverträgen Übergangsvorschriften ausgehandelt (zurzeit noch relevant für Exporte nach Polen, Lettland, Tschechien und in die Slowakei).

### Verordnung (EG) Nr. 1013/2006
Am 12. Juli 2006 wurde nach jahrelanger Bearbeitung die Verordnung (EG) Nr. 1013/2006 des Europäischen Parlaments und des Rates vom 14. Juni 2006 über die Verbringung von Abfällen (ABl. L 190/1 vom 12. Juli 2006; in Deutschland kurz: Verbringungsverordnung Abfall – VVA) verabschiedet. Sie ist seit dem 15. Juli 2006 in Kraft. Seit  12. Juli 2007 angewandt ersetzte sie die Verordnung (EWG) Nr. 259/93. Diese war zuletzt nicht mehr an die geänderten Abfalllisten von OECD und Basler Übereinkommen angepasst worden, so dass bis zur neuen Verordnung der Stand von 2000 (OECD) bzw. 2001 (Basler Übereinkommen) gegolten hatte – obwohl die EU die Änderungen ratifiziert hatte.

## Inhalt der Verordnung (EWG) Nr. 259/93
Sie regelte den Im- und Export von Abfällen zwischen Mitgliedstaaten („Verbringung“) sowie aus und in Drittstaaten („Einfuhr“ bzw. „Ausfuhr“). Aufgrund verschiedener internationaler Übereinkommen gab es je nach Konstellation unterschiedliche Regelungen und Verfahren zur Notifizierung (Anzeige- und Genehmigungsverfahren), also je nach
1. Art der Entsorgung – Beseitigung oder Verwertung?
2. Verbringungsrichtung – Im- oder Export?
3. Zugehörigkeit der betroffenen Staaten (Versand-, Bestimmungs- und Transitstaaten) – EU, OECD, AKP, EFTA und/oder Basler Übereinkommen?
4. Art des Abfalls: gefährlich oder ungefährlich und/oder Grüne, Gelbe, Rote Liste oder ungelistet (nur Verwertung)?

Sie war wie folgt gegliedert:

### Titel I – Geltungsbereich und Begriffsbestimmungen
Nach Artikel 1 galt sie nicht für die Verbringung von Abfällen, die anderswo geregelt ist (z. B. bestimmte Abfälle von Bohrinseln, aus der Zivilluftfahrt, radioaktive Abfälle oder ganze Tierkörper). Artikel 2 definierte Begriffe für ihre Verwendung in dieser Verordnung.

### Titel II – Verbringung von Abfällen zwischen den Mitgliedstaaten
Artikel 3 bis 12

#### Abschnitt A – Verbringung von zur Beseitigung bestimmten Abfällen
Artikel 3 bis 5
Die Verbringung von Abfällen zur Beseitigung war grundsätzlich zulässig, aber notifizierungsbedürftig. Jeder Mitgliedstaat konnte jedoch beschließen, ihren Ex- oder Import zu beschränken bzw. zu verbieten.
Alle betroffenen Staaten waren am Verfahren beteiligt und konnten begründete Einwände erheben. Die Behörde am Bestimmungsort versendet nach Erhalt des Notifizierungsantrags innerhalb von drei Arbeitstagen eine Empfangsbestätigung und darf nur zustimmen, wenn die anderen Behörden innerhalb einer Frist von 20 Tagen nach Absenden der Empfangsbestätigung keine Einwände erhoben haben.
Anmerkung: Der Export von Abfällen zur Beseitigung aus Deutschland heraus ist wegen § 3 Abfallverbringungsgesetz in nur wenigen Fällen zulässig.

#### Abschnitt B – Verbringung von zur Verwertung bestimmten Abfällen
Artikel 6 bis 11
Artikel 6 bis 8 und 10 – Verbringung von zur Verwertung bestimmten Abfällen der Gelben oder Roten Liste bzw. von ungelisteten Abfällen zur Verwertung.
Die Verbringung dieser Abfälle zur Verwertung ist grundsätzlich zulässig, wenn auch notifizierungsbedürftig. Alle betroffenen Staaten werden beteiligt und können Einwände erheben. Die Behörde am Bestimmungsort versendet innerhalb von drei Arbeitstagen nach Erhalt des Notifizierungsantrages eine Empfangsbestätigung.
Jede zuständige Behörde stimmt einzeln – unabhängig von den Entscheidungen der anderen Behörden – zu.
Bei Abfällen der Gelben Liste (Anhang III zur Verordnung) gilt die Zustimmung einer jeden Behörde auch als erteilt, wenn die jeweilige Behörde nicht innerhalb von 30 Tagen nach Absenden der Empfangsbestätigung Einwände erhoben hat („Fiktion der stillschweigenden Zustimmung“).
Bei Abfällen der Roten Liste (Anhang IV zur Verordnung) oder nicht in den Anhängen II bis IV gelisteten Abfällen muss jede Behörde innerhalb der 30 Tage schriftlich zustimmen oder begründete Einwände erheben.
Artikel 9 – „Pauschalgenehmigung“
Die zuständigen Behörden können für bestimmte Verwertungsanlagen beschließen, dass sie gegen die Verbringung von Abfällen der Gelben Liste (Anhang III zur Verordnung) keine Einwände erheben.
Artikel 11 – Verbringung von Abfällen der Grünen Liste (Anhang II zur Verordnung)
Es besteht keine Notifizierungspflicht. Beim Transport müssen nur bestimmte Angaben zum Abfallbesitzer und zum Abfall selbst mitgeführt werden.

#### Abschnitt C – Verbringung von zur Beseitigung und zur Verwertung bestimmten Abfällen zwischen Mitgliedstaaten mit Durchfuhr durch Drittländer.
Artikel 12
Die Artikel 3 bis 5 bzw. 6 bis 10 sind anzuwenden. Zusätzlich sind alle Drittländer (Nicht-EU-Staaten) mit einer Frist von mindestens 60 Tagen zu beteiligen.

### Titel III – Verbringung von Abfällen innerhalb der Mitgliedstaaten
Artikel 13
Die Notifizierungsverfahren müssen nicht angewandt werden. Die Mitgliedstaaten sollen aber geeignete Regelungen schaffen, die mit den EG-Vorschriften kohärent sind.

### Titel IV – Ausfuhr von Abfällen
Artikel 14 bis 18

#### Abschnitt A – Ausfuhr von zur Beseitigung bestimmten Abfällen
Artikel 14 und 15
Die Ausfuhr von zur Beseitigung bestimmten Abfällen ist nur in einen EFTA-Staat möglich, der auch Vertragspartei des Basler Übereinkommens ist. Ein Notifizierungsverfahren ist erforderlich.
Im Unterschied zu den Verbringungen zwischen den Mitgliedstaaten bestätigt hier die Behörde am Bestimmungsort den Erhalt der Notifizierung. Es werden die betroffenen Behörden anderer Staaten (auch Drittländer) beteiligt, die innerhalb von 60 Tagen Einwände erheben können. Falls keine solchen Einwände erhoben wurden und die Behörde am Versandort selber keine Einwände gegen die Verbringung hat, stimmt sie zwischen dem 62. und 70. Tag zu.

#### Abschnitt B – Ausfuhr von zur Verwertung bestimmten Abfällen
Artikel 16 und 17
Die Ausfuhr aller in Anhang V genannten Abfälle ist grundsätzlich nur in OECD-Staaten erlaubt (für nicht Grüne Abfälle mit Notifizierungsverfahren wie bei Verbringungen innerhalb der EU, also Artikel 6 bis 8 und 10).
Die nicht gefährlichen Abfälle (des Anhangs V) sind grundsätzlich in jeden Staat „exportfähig“ (Ausnahme: siehe Artikel 18). Mittels der EG-Verordnungen Nr. 1420/1999 und 1547/1999 muss für jeden Grünen Abfall und jeden Bestimmungsstaat zusätzlich geprüft werden, ob ein und gegebenenfalls welches Notifizierungsverfahren durchgeführt werden muss bzw. ob die Ausfuhr in den bestimmten Staat sogar verboten ist.
Für andere, nicht gefährliche Abfälle, die nicht gelistet sind oder aufgrund eines nicht gefährli-chen Risikos auf der Gelben Liste stehen, muss eine Einzelfallentscheidung und in der Regel ein Notifizierungsverfahren durchgeführt werden. Dabei ist auch noch das Ausfuhrverbot gemäß Artikel 18 zu beachten.

#### Abschnitt C – Ausfuhrverbot für Abfälle in AKP-Staaten
Artikel 18
Die Ausfuhr aller Abfälle in AKP-Staaten ist verboten. Ausgenommen sind wegen des Artikels 1 Absatz 3 a) nur die Abfälle der Grünen Liste. Es gelten dann weiter Artikel 16 und 17 sowie die EG-Verordnungen Nr. 1420/1999 und 1547/1999.

### Titel V – Einfuhr von Abfällen in die Gemeinschaft

#### Abschnitt A – Einfuhr von zur Beseitigung bestimmten Abfällen
Artikel 19 und 20
Die Einfuhr von zur Beseitigung bestimmten Abfällen ist nur aus EFTA-Ländern, Basel-Vertragsstaaten und Staaten, mit denen bilaterale Übereinkommen geschlossen wurden, erlaubt und notifizierungsbedürftig.

#### Abschnitt B – Einfuhr von zur Verwertung bestimmten Abfällen
Artikel 21
Zur Verwertung dürfen Abfälle aus OECD- und Basel-Vertragsstaaten sowie Staaten, mit denen bilaterale Übereinkommen geschlossen wurden, mit Notifizierungsverfahren eingeführt werden.
Abfälle der Grünen Liste können ohne Notifizierung aus jedem Staat eingeführt werden.

### Titel VI – Durchfuhr von Abfällen von außerhalb der Gemeinschaft durch die Gemeinschaft zur Beseitigung oder Verwertung außerhalb der Gemeinschaft

#### Abschnitt A – Durchfuhr von zur Beseitigung und zur Verwertung bestimmten Abfällen (außer Durchfuhr nach Artikel 24)
Artikel 23
Es ist eine Notifizierung an die letzte Transitbehörde der EU zu richten. Diese führt ein Notifizierungsverfahren durch und beteiligt ggf. andere EU-Transitstaaten.

#### Abschnitt B – Durchfuhr von zur Verwertung bestimmten Abfällen aus einem Land und in ein Land, für die der OECD-Beschluss gilt
Artikel 24
Die Durchfuhr von Abfällen ist uneingeschränkt möglich, für nicht „Grüne“ Abfälle ist ein Notifi-zierungsverfahren erforderlich. Alle betroffenen EU-Transitstaaten sind direkt am Verfahren zu beteiligen.

### Titel VII – Gemeinsame Bestimmungen
Artikel 25 bis 31
Artikel 25 – gescheiterte (legale) Verbringungen
Artikel 26 – illegale Verbringungen: Definiert „illegal“ und legt die Pflichten zur Abfallrückführung fest.
Artikel 27 – Sicherheitsleistungen
Artikel 28 – Sammelnotifizierung
Artikel 29 – Vermischungsverbot
Artikel 30 – Überprüfungen (Kontrollen) der Verbringungen
Artikel 31 – Annehmbare Sprachen

### Titel VIII – Sonstige Bestimmungen
Artikel 32 bis 44
Artikel 32 – Internationale Transportabkommen
Artikel 33 – Kosten für die Verwaltung, Analysen, Wiedereinfuhr etc.
Artikel 34 – Verpflichtung des Entsorgers zur Wahrung der Umweltqualität
Artikel 35 – Aufbewahrungspflicht für Dokumente
Artikel 36 – Benennung der zuständige(n) Behörde(n)
Artikel 37 – Anlaufstellen
Artikel 38 – Mitteilungspflichten (Adressen der zuständigen Behörden)
Artikel 39 – Zollstellen
Artikel 40 – Zusammenarbeit mit Vertragsparteien des Basler Übereinkommens und zwischenstaatlichen Organisationen
Artikel 41 – Berichtspflichten
Artikel 42 – Begleitscheine (Formulare)
Artikel 43 – Aufhebung der Richtlinie 84/631/EWG und Übergangsvorschrift
Artikel 44 – Inkrafttreten und Anwendungsbeginn

### Anhänge
Anhang I: Liste der in Artikel 32 genannten internationalen Verkehrsübereinkommen.
Anhang II (Grüne Liste), Anhang III (Gelbe Liste) und Anhang IV (Rote Liste): Abfalllisten des OECD-Ratsbeschlusses C(92)39/Endg. vom 30. März 1992, letzte Anpassung am 28. September 2000.
Anhang V
Der Anhang V der Verordnung besteht aus drei Teilen:
- Teil 1 wird in Liste A (= Anlage VIII des Basler Übereinkommens, gefährliche Abfälle) und Liste B (= Anlage IX des Basler Übereinkommens, nicht gefährliche Abfälle) unterteilt. Die meisten Abfälle der Grünen Liste finden sich in Teil B wieder. Die Ausfuhr von Abfällen der Liste A ist verboten, die Abfälle der Liste B sind grundsätzlich exportfähig.
- Teil 2 ist eine Liste von EAK-Codes, die die Entscheidung des Rates Nr. 94/904/EG über ein Verzeichnis gefährlicher Abfälle übernimmt.
- Teil 3 sind die Gelbe und die Rote Liste, wobei sechs (ungefährliche) OECD-Codes der Gelben Liste herausgenommen wurden.

Die Ausfuhr von Abfällen des Teils 2 oder 3 ist verboten. Für die sechs Abfallarten der Gelben Liste (sofern sie nicht in Teil 3 zu finden sind) sowie für Abfälle, die auch sonst nicht im Anhang V zu finden und nicht gefährlich sind, ist eine Einzelfallentscheidung zu treffen (siehe Artikel 16 und 17).

### Änderungen
- Berichtigung ABl. Nr. L 18/38 vom 26. Januar 1995;
- Anpassung der Anhänge durch Entscheidung der Kommission (94/721/EG), ABl Nr. L 288/36 vom 9. November 1994,
- Anpassung der Anhänge durch Entscheidung der Kommission vom 14. November 1996 (96/660/EG), ABl Nr. L 304/15 vom 27. November 1996,
- Änderung durch Verordnung (EG) Nr. 120/97 des Rates vom 20. Januar 1997, ABl. Nr. L 22/14 vom 24. Januar 1997,
- Anpassung der Anhänge durch Entscheidung der Kommission vom 18. Mai 1998 (98/368/EG), ABl Nr. L 165/20 vom 10. Juni 1998,
- Änderung durch Verordnung (EG) Nr. 2408/98 der Kommission vom 6. November 1998, ABl. Nr. 298/19 vom 7. November 1998,
- Anpassung der Anhänge durch Entscheidung der Kommission vom 24. November 1999 (1999/816/EG), ABl. Nr. L 316/45 vom 10. Dezember 1999
- Anhänge ersetzt durch Berichtigung im ABl. Nr. L 243/43 vom 28. September 2000,
- Änderung des Anhangs V durch Verordnung (EG) Nr. 2557/2001 der Kommission vom 28. Dezember 2001, ABl. Nr. L 349/1 vom 31. Dezember 2001.

## Verordnung (EG) Nr. 1013/2006
Sie ersetzte zum 12. Juli 2007 die damit aufgehobene Verordnung (EWG) 259/93. Weitgehend behielt sie deren Anknüpfung an die Bestimmung der Abfälle (Beseitigung oder Verwertung?), ihren Weg (vor allem: EU-intern oder Aus-, Ein- oder Durchfuhr?) und die jeweilige Abfallart, deren Gliederung, Verfahrensbestimmungen und die Methodik bei, zu den betroffenen Abfallarten auf nun in den Anhängen III bis V enthaltene umfangreiche Listen zu verweisen, die sich wiederum an die Anlagen zum Basler Übereinkommen und dessen Abfallcodes sowie die Abfallschlüssel des EAK  anlehnen.
In Artikel 2 definiert sie die für sie geltenden eigenen Begriffe, insbesondere
- den Oberbegriff der Verbringung für die geschehende sowie bereits die beabsichtigte Beförderung von Abfällen nicht nur zwischen EU-Mitgliedstaaten oder in einen, aus einem oder durch einen solchen, sondern auch zwischen bestimmten Gebieten (Nr. 30–34) und
- den der illegalen Verbringung bereits bei Verletzung verschiedener gelisteter Formverletzungen (Nr. 35).

Beförderungen aller Abfälle zur Beseitigung und vieler gelisteter Arten von Abfall zur Verwertung innerhalb der EU unterwirft sie dem Verfahren der vorherigen schriftlichen Notifizierung und Zustimmung (Art. 3 Abs. 1 und ab Art. 4), welches unter anderem einen Entsorgungsvertrag zwischen Notifizierendem und Empfänger, Sicherheitsleistungen und das Einvernehmen der Behörden am Versand- wie am Bestimmungsort verlangt. Für diese und weitere Abfälle fordert sie die Erfüllung Allgemeiner Informationspflichten (Artikel 18, insbesondere Begleitdokumente nach Anhang VII). Es gelten die Grundsätze des Vermischungsverbots (Art. 19) und der Entsorgungsautarkie, also eines Vorrangs der Entsorgung im Ursprungsstaat, ansonsten innerhalb der EU vor der in einem Drittstaat. Bei gescheiterten und illegalen Verbringungen greifen Rücknahmepflichten (ab Art. 22).
Ab Artikel 36 ist die Ausfuhr, ab Art. 41 die Einfuhr, ab Art. 47 die Durchfuhr geregelt.
Anhang III enthält als „grüne Abfallliste“ die Abfallarten, die (bloß) den Allgemeinen Informationspflichten unterliegen, Anhang IV als „gelbe Abfallliste“ die, die vorheriger Notifizierung und Zustimmung bedürfen, und Anhang V dann quasi als rote Liste viele Abfälle mit Ausfuhrverbot. Artikel 36 verbietet die Ausfuhr dort genannter Abfälle sowie weiterer, insbesondere gefährlicher Abfälle in Staaten, für die der OECD-Beschluss nicht gilt.

### Ausführung in Deutschland
In Deutschland regelt die nähere Ausführung der Verordnung das Abfallverbringungsgesetz. Für Verstöße sind Strafen angedroht.